# Августовская, Любовь Васильевна
Любовь Васильевна Августовская (в замужестве — Филимонова, 19 марта 1947; Красноярск, РСФСР, СССР — 9 ноября 2023; Барнаул, Россия) — советская и российская театральная актриса. Заслуженная артистка РСФСР.

## Биография
Родилась 19 марта 1947 года в Красноярске.
В 1970-е годы Августовская окончила Красноярское училище искусств по специальности «актёр театра музыкальной комедии». Много играла в различных театрах России, работала в театрах музыкальной комедии и оперетты Омска, Красноярска-26, Красноярска, Кемерова. С этого же 1970-го года по 1975-й год работала солисткой-вокалисткой в Омском театре оперетты, Красноярском театре музыкальной комедии, Кемеровском театре музыкальной комедии. С 1975 года — актриса, солистка-вокалистка (колоратурное сопрано). Была ведущей мастер сцены Алтайского государственного театра музыкальной комедии.
В 1991-1994 годах работала одновременно и в Маленьком музыкальном театре Барнаула, где играла там роль Анны Снегиной в музыкально-драматическом спектакле по одноимённой поэме С.Есенина, а так же и другие роли.
Несколько лет Августовская была руководителем театральной студии в экологическом лицее. На концертных площадках исполняла романсы русских композиторов, оперные арии из классических произведений, эстрадные песни. Последние несколько лет жизни занималась актёрским мастерством в Школе-студии Молодёжного театра Алтая, не забывая театральную деятельность.
Ушла из жизни по причине болезни 9 ноября 2023 года в Барнауле на 77-м году жизни.

## Творческие работы

### Театральные работы (часть ролей)
- Сильва («Сильва» И. Кальмана)
- Марица («Марица» И. Кальмана)
- Адель («Летучая мышь» И. Штрауса)
- Ганна Главари («Весёлая вдова» Ф. Легара)
- Одетта («Баядера» И. Кальмана)
- Барбара («Ночь в Венеции» И. Штрауса)
- Нина («Севастопольский вальс» К. Листова)
- Вирджини («О, милый друг» В. Лебедева)
- Аврора («Голубая дама» С. Баневича)
- Дуэнья («Вечер чудесных обманов» Т. Хренникова)
- Проня Прокоповна («Дамских дел мастер» Д. Шевцова)
- Графиня («Рыцарские страсти» В. Плешака)
- Жена («Милая обманщица» В. Плешака)
- Сваха («Сватовство по-московски» Г. Гладкова)
- Голда («Скрипач на крыше» Дж. Бока, 2005)
- Бабушка Лизы («My fair lady»)
- Каролина («Принцесса цирка», 2006)
- Баба Яга («Ледяное колечко»)
- Амалия («Летучая мышь», 2008)
- Серафима Ивановна Кораблёва («Белая акация»)
- Госпожа Оргонова («Дамы и гусары», 2009)
- Толстопятова («Голубая дама», 2010)
- Мать («Браво, конферансье!», 2010)
- Ромина («Чао, Италия!»)

## Звания и номинации
- Заслуженный артист РСФСР (21.10.1985).
- Лауреат Демидовской премии в номинации «Музыка» (2007). За создание ярких сценических образов героинь оперетт и за собственную концертно-исполнительскую деятельность[7].
- Почётная грамота администрации Алтайского края за большой вклад в развитие музыкального и театрального искусства на Алтае (2005).

## Издания
- Вадим Климов.О культуре в Барнауле. Том No3. 2007 г..— Litres, 2022-05-15.— 385с.— ISBN 978-5-04-375991-7.
- Рябова, Е. А. Августовская Л. В. — актриса Алт. гос. театра муз. комедии, засл. арт. России [Текст] / Е. А. Рябова // Энциклопедия Алтайского края. — Барнаул, 1996. — Т. 2. — С. 11
- Рябова, Е. А. Любовь Августовская: женщина-мотор [Текст]: [Беседа с засл. артисткой России Л. Августовской, актрисой театра муз. комедии] / Е. Рябова // Свободный курс. — 1997. — 27 марта-3 апр. (N 13). — С. 11: фот.
- Августовская, Л. В. Любовь Августовская [Текст]: [Беседа с артисткой оперетты] / Л. В. Августовская; интервьюер З. Лукьянова // Ключ. — 1999. — N 2. — С. 40-41:
- Юмашева, Н. В. Августовская (Филимонова) Любовь Васильевна — актриса театра, заслуж. артистка России (1985). Род. в 1947 г. С 1975 г. — в Алт. гос. театре муз. комедии [Текст] / Н. В. Юмашева // Барнаул: Энцикл. — 2000. — С. 7: портр
- Августовская, Л. В. Любовь Августовская [Текст]: [Интервью актрисы Алт. гос. театра муз. комедии] / Августовская Л. В.; Взяла З. И. Лукьянова // Вестник культуры Алтайского края: Информ. бюл. — 2002. — N 2 (6): июнь. — С. 62-64: портр
- Августовская, Л. «Частица черта в нас, в сияньи женских глаз…» [Текст] / Л. Августовская; интервьюер Я. Прозорова // Алтайская правда. — 2007. — 16 марта. — С. 3: фото.
- Карпова, Л. Примадонна и хулиганка [Текст] / Л. Карпова // Два слова. — 2007. — 28 марта (№ 12). — С. 27: цв. портр.
- Августовская, Л. Два капитана [Текст] / Л. Августовская, А. Н. Самохвалов; вела С. Сазонова // Свободный курс. — 2007. — 28 марта-4 апр. (№ 13). — С. 25: фото. цв.
- Августовская, Л. Папа давал мне денег, чтобы я пела [Текст] / Л. Августовская; подгот. Е. Гончарова // Комсомольская правда. — 2007. — 24 марта. — С. 12: фото.
- Такая разная Любовь [Текст] / сост. Н. Чайкина // Номер один. — 2007. — 29 марта. — С. 26: цв.ил.
- Августовская, Л. В. Вся классика [Текст] / Л. В. Августовская; интервьюер Л. Хомайко // Свободный курс. — 2009. — 25 февр. (№ 8). — С. 5: рис. — Содержание: [Портрет актрисы Л. Августовской] / Н. Зайков.
- Аннотация: Беседа с актрисой Алтайского краевого театра музыкальной комедии Л. Августовской.
- Рябова, Е. А. Августовская (Филимонова) Любовь Васильевна (р. 19.03.1947) — артистка музыкального театра, солистка (колоратурное сопрано) Алтайского государственного театра музыкальной комедии. Заслуженная артистка РСФСР (1985) [Текст] / Е. А. Рябова // Музыкальная энциклопедия Алтайского края. — Барнаул: ГМИЛИКА, 2011. — С. 8-9: фот.
- Известия| Остались на Алтае, 5 марта 2008 г.[8] (пресса)